# Запарска епархия
Запарската епархия (на латински: Dioecesis Zaparenus) е титулярна епископия на Римокатолическата църква. Епархията е подчинена на Солунската архиепископия. Като титулярна епископия е установена в 1925 година под името Zaparenus. В античността е известен само един епископ Сабиниан (или Фабиан) в 553 година.
Титулярни епископи
| Име                      | Име                        | Управление                          | Забележка                        | Години                              |
| ------------------------ | -------------------------- | ----------------------------------- | -------------------------------- | ----------------------------------- |
| Пачифико Джулио Вани     | Pacifico Giulio Vanni      | 14 юни 1932 – 11 април 1946         | в архиепископ на Сиан            | 25 септември 1893 – 26 юни 1967     |
| Хубърт Майкъл Нюеуел     | Hubert Michael Newell      | 2 август 1947 – 8 ноември 1951      | в аепископ на Чайен, Уайоминг    | 16 февруари 1904 – 8 септември 1987 |
| Ернесто Корипио и Аумада | Ernesto Corripio y Ahumada | 27 декември 1952 – 25 февруари 1956 | в епископ на Виктория Тамаулипас | 29 юни 1919 – 10 април 2008         |
| Хуан Николасора Нилмар   | Juan Nicolasora Nilmar     | 20 февруари 1959 – 3 юни 1976       | в епископ на Калибо              | 24 август 1916 – 18 октомври 2007   |